# Luke Thilthorpe
Luke Thilthorpe (* 4. November 1981 in Adelaide, South Australia) ist ein ehemaliger australischer Eishockeyspieler, der für verschiedene Mannschaften seiner Heimatstadt Adelaide spielte.

## Karriere
Luke Thilthorpe begann seine Karriere als Eishockeyspieler in seiner Heimatstadt bei Adelaide Avalanche, für die er zunächst ab 1999 in der Australian Ice Hockey League aktiv war und mit denen er 2000 und 2001 den Goodall Cup, die australische Meisterschaft, gewann. 2007 gewann er mit Avalanche zudem als Hauptrundensieger der AIHL den V.I.P.-Cup. Nachdem Adelaide Avalanche den Spielbetrieb aus finanziellen Gründen einstellte, schloss er sich dem neugegründeten Team Adelaide Adrenaline an, das den Platz von Avalanche in der AIHL einnahm und mit dem er 2009 erneut den Goodall Cup gewann. Nach der Saison 2011 beendete er seine Karriere.

### International
Für Australien nahm Thilthorpe zunächst an der D-Weltmeisterschaft 2000 teil. Nach Umstellung auf das heutige Divisionensystem stand er im australischen Aufgebot bei den Weltmeisterschaften der Division II 2002, 2004, 2005, 2006 und 2011, als ihm mit den Australiern der Aufstieg in die Division I gelang.

## Erfolge und Auszeichnungen
- 2000 Aufstieg in die C-Gruppe bei der D-Weltmeisterschaft
- 2000 Goodall-Cup-Gewinn mit Adelaide Avalanche
- 2001 Goodall-Cup-Gewinn mit Adelaide Avalanche
- 2007 V.I.P,-Cup-Sieg mit Adelaide Avalanche
- 2009 Goodall-Cup-Gewinn mit Adelaide Adrenaline
- 2011 Aufstieg in die Division I bei der Weltmeisterschaft der Division II, Gruppe A